# Mauri Palomäki
Mauri Juho Palomäki, född 30 november 1931 i Vasa, död 21 september 2009, var en finländsk geograf.
Palomäki blev filosofie doktor 1963. Han var 1957–1963 assistent och 1963–1968 biträdande professor i geografi vid Helsingfors universitet, var 1968–1996 professor i ekonomisk geografi vid Vasa handelshögskola och högskolans rektor 1970–1989. Han spelade en central roll vid utvecklandet av handelshögskolan till ett universitet (Vasa högskola 1980, Vasa universitet 1991). År 1973 blev han ledamot av Finska Vetenskapsakademien.
Palomäki publicerade bland annat ett flertal arbeten om ekonomiska regioner och centra i nutidens Finland och hade ett starkt inflytande över kulturgeografins vetenskapliga innehåll och utveckling i landet.